# Emmerin

Emmerin este o comună în departamentul Nord, Franța. În 1 ianuarie 2022 avea o populație de 3.026 de locuitori.